# 碧塔塔瓦巨蜥
碧塔塔瓦巨蜥（学名：Varanus bitatawa）也称马德雷山脉森林巨蜥或金斑巨蜥，是一种主要以水果为食的大型树生巨蜥，仅见于菲律宾吕宋岛马德雷山区的森林中(也是唯一會食素的巨蜥)。
身长约2米，但体重10仅千克。身体上有淡黄绿色斑点，尾部有黑色和绿色环状条纹。因肉质鲜美，常成为猎杀目标。